# Kindereisenbahn Alma-Ata
| Kindereisenbahn Alma-Ata            | Kindereisenbahn Alma-Ata                 |
| ----------------------------------- | ---------------------------------------- |
| Italienische Diesellokomotive, 2007 |                                          |
| Streckenlänge:                      | Hauptroute: 1,24 km Gesamtlänge: 1,47 km |
| Spurweite:                          | 750 mm (Schmalspur)                      |
|                                     |                                          |

Die Kindereisenbahn Alma-Ata (russisch Алма-Атинская детская железная дорога, Alma-Atinskaja detskaja schelesnaja doroga) ist eine schmalspurige Parkeisenbahn in Almaty in Kasachstan, das von 1921 bis 1993 Alma-Ata genannt wurde. Die Hauptroute der insgesamt 1,47 Kilometer langen Strecke mit einer Spurweite von 750 mm hat eine Länge von 1,24 Kilometern. Sie hat zwei Bahnhöfe. Die Bahn wurde am 13. September 1952 als eine der vielen Pioniereisenbahnen in der Sowjetunion eröffnet und am 20. Juli 1997 vorübergehend außer Betrieb genommen. Seit 2006 ist sie als Kinder-Attraktion wieder in Betrieb.

## Geschichte
Die Pionierorganisation und der Komsomol von Alma-Ata bauten im Sommer 1952 im Maxim-Gorki-Zentralpark für Kultur und Erholung die 1,24 km lange, ringförmige Bahnstrecke, einen hölzernen Bahnsteig und ein aus Holz errichtetes Bahnhofsgebäude. Anfangs gab es die generalüberholte Lokomotive UP-40 vom Typ 63/65 und zwei selbstgebaute hölzerne Personenwagen. Die Schienenfahrzeuge wurden 1958 durch eine Diesellokomotive der SŽD-Baureihe ТУ2 und durch drei neue Ganzmetall-Personenwagen der polnischen Pafawag ersetzt. Ein Neubau für den Dienststellenleiter und die zweigleisige Station Komsomolskaja wurden im gleichen Jahr, 1958, in Betrieb genommen.
Mitte der 1980er Jahre wurden 1985 vier in Kasachstan hergestellte Wagen des Typs PV40 (PV51) und 1986 die Diesellokomotive TU7A-2921 beschafft. Die beiden Weichen im Bahnhof Komsomolskaja wurden 1993 mit elektrischen Antrieben ausgestattet und die Bahnhöfe erhielten die neuen Namen Dostyk (kasachisch für Freundschaft statt Pawlik Morosow) und Schastar (kasachisch für Jugend, statt Komsomolskaja). Im Jahr 1995 wurde die Strecke mit Lokomotivfunk ausgestattet. Am 13. Januar 1997 wurde die Kindereisenbahn von der staatlichen Eisenbahngesellschaft Kasachstan Temir Scholy an den städtischen Gorki-Park übertragen, der sie aus Kostengründen 20. Juli 1997 stillgelegte. Innerhalb eines Monats wurde die Lok komplett vandalisiert, die Wagen wurden von den Schienen entfernt und als Verkaufspavillons genutzt.

## Heutige Nutzung

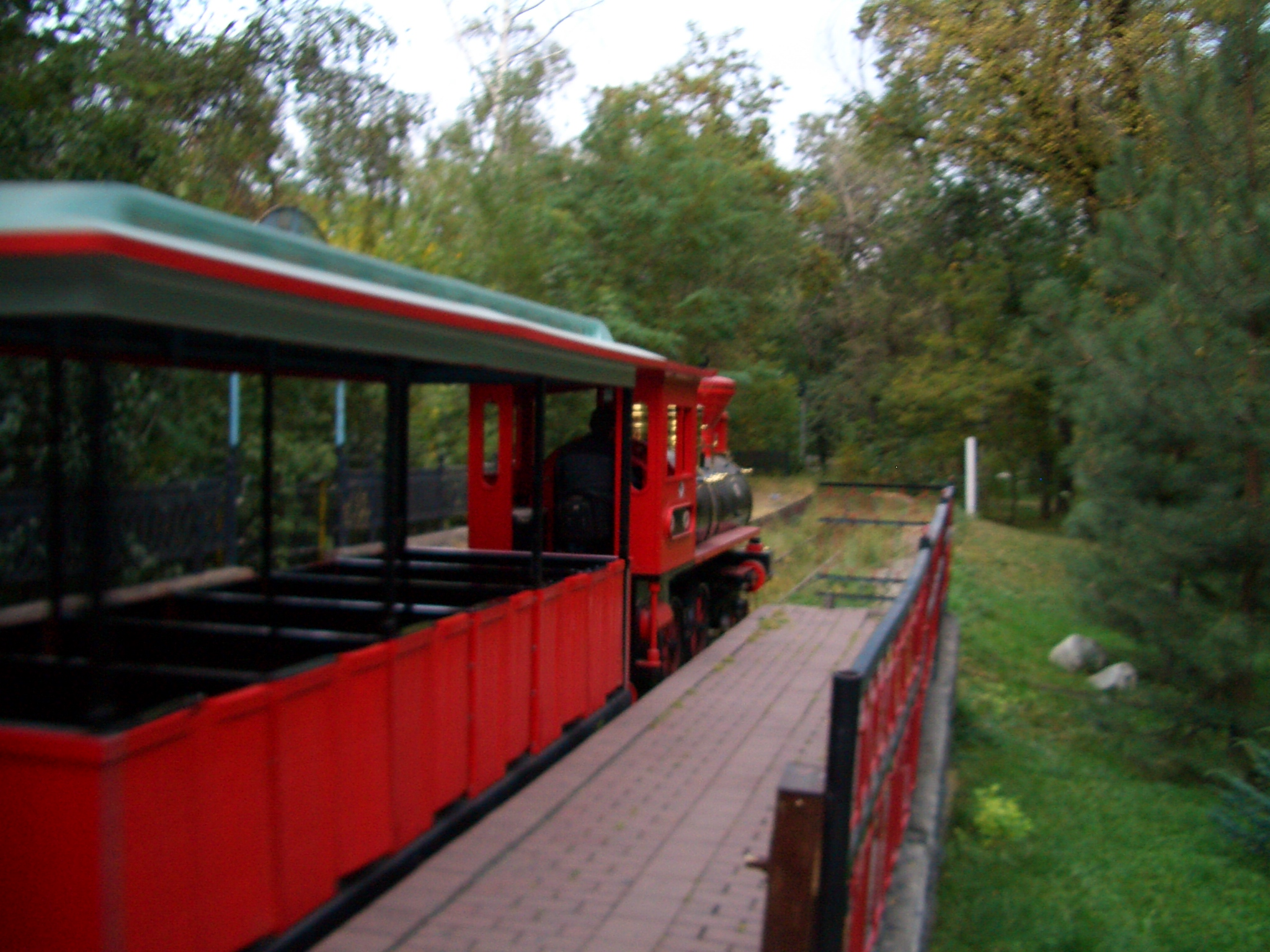
Die modernen Schienenfahrzeuge der heutigen Kindereisenbahn, 2007

1999 wurde der Gorki-Park privatisiert. Die Gleise und einer der Bahnhöfe wurde teilweise restauriert. Darauf zieht inzwischen eine als Dampflokomotive stilisierte italienische Diesellokomotive mit drei offen Wagen ihre Runden. Über der Strecke wurde ein Pseudotunnel gebaut, dessen Lichtraumprofil von keiner Lokomotive der Baureihe TU und den PV40-Wagen durchfahren werden kann. Bevor der Zug in den Tunnel einfährt, wird er gelegentlich von als Indianern verkleideten Schauspielern angegriffen. Im Tunnel bleibt der Zug für ein paar Minuten stehen, und es gibt wie bei einer Grottenbahn eine kurze Puppentheatervorstellung. Ende August 2001 brannte das Gebäude des Bahnhofs Dostyk bis auf die Grundmauern nieder.

## Kulturelle Bedeutung
Insbesondere russische Eisenbahnfreunde bemängeln, dass sich die Alma-Ata-Kindereisenbahn von einer der Ausbildung von zukünftigen Eisenbahnern dienenden Pionierbahn zu einer gewöhnlichen Parkeisenbahn entwickelt hat, bei der Kinder nur noch die Rolle von Fahrgästen einnehmen und keine Verantwortung für deren Betrieb mehr tragen. Sie ist die einzige Kindereisenbahn in Kasachstan, um deren Zukunft man sich keine Sorgen machen muss. Die Strecke ist kurz und liegt innerhalb des Stadtparks in einer der reichsten Städte des Landes. Daher hat sie ein signifikantes und stabiles Verkehrsaufkommen. Folglich erzielt sie seit der Privatisierung zufriedenstellenden Gewinn.